# Graham Selby Wilson
Graham Selby Wilson (10 septembre 1895 - 5 avril 1987) est un bactériologiste réputé.

## Biographie
Il fait ses études au Epsom College, au King's College de Londres et au Charing Cross Hospital.
Il est chargé de cours en bactériologie à l'Université de Manchester de 1923 à 1927 et professeur de bactériologie appliquée à l'hygiène à la London School of Hygiene and Tropical Medicine de 1930 à 1947.
Il est fait chevalier en 1962, reçoit la médaille Buchanan de la Royal Society en 1967  et est élu membre de la Royal Society en 1978.
Il est enterré avec sa femme et son fils du côté est du cimetière de Highgate.